# Додавање (амерички фудбал)
Додавање (енгл. Forward pass), такође и пас, је један од начина грађења офанзивне акције у америчком фудбалу. Пас се изводи доадавњем лопте играчу који трчи према противничкој енд зони. Може бити комплетан (када играч ухвати лопту, постигне тачдаун или буде оборен) или некомплетан (ако лопта додирне терен без хватања).
Ако лопта испадне играчу приликом хватања и падне на терен, било која екипа може доћи у посед том приликом.